# Freie Arbeiter*innen-Union
Die Freie Arbeiter*innen-Union (FAU), ursprünglich Freie Arbeiterinnen- und Arbeiter-Union, ist eine anarchosyndikalistische Gewerkschaftsföderation, bestehend aus lokalen Einzel- und Branchengewerkschaften. Sie wurde 1977 gegründet. Die Gewerkschaften der FAU stehen Beschäftigten aller Branchen offen. Sie ist Mitglied in der Internationalen Konföderation der Arbeit (IKA).
Ab Mitte der 2010er Jahre wurden Gewerkschaften der FAU unter anderem durch Arbeitskonflikte migrantischer Arbeiter und Auseinandersetzungen in der Lieferdienstbranche bekannt.

## Gründung
Die FAU wurde 1977 zunächst als Initiative FAU (I-FAU) gegründet. Dies geschah im Zusammenhang mit der Reaktivierung der Schwestergewerkschaft Confederación Nacional del Trabajo (CNT) in Spanien, nach dem Ende des Franco-Regimes. An der Gründung der FAU waren maßgeblich auch Exilmitglieder der CNT beteiligt. Sie bezeichnet sich als Nachfolgeorganisation der Freien Arbeiter-Union Deutschlands, die sich 1933 nach der Machtübernahme der Nationalsozialisten aufgelöst und ihre Aktivitäten im Untergrund fortgesetzt hatte. Jedoch wirkten erst wesentlich später ehemalige FAUD-Mitglieder wie der Schriftsteller Augustin Souchy und der Autor Kurt Wafner beratend oder aktiv am Aufbau der Organisation mit.

## Arbeitskonflikte und Branchen (Auswahl)

### Lieferbranche und Gig Economy
Die FAU wird heute auch von Beschäftigten der Gig Economy, wie beispielsweise Beschäftigte von Online-Essensbestelldiensten, als Vertretungs- und Organisationsform genutzt. Zum Ende des Jahres 2016 rief die FAU mit einer Reihe weiterer Gewerkschaften eine internationale Vernetzung von Beschäftigten bei Lieferdiensten ins Leben. In Berlin gründete die FAU Mitte 2017 eine spezielle Sektion unter dem Namen „Deliverunion“, in ihr organisierten sich u. a. Fahrer der Unternehmen Deliveroo und Foodora. Auch in anderen Städten wie Leipzig, Dresden und Hamburg organisierten sich in der Folge Fahrer verschiedener Dienste. Im Juni 2017 luden FAU-Demonstranten in diesem Zusammenhang vor der Berliner Deliveroo-Zentrale Fahrradschrott ab, um gegen die Arbeitsbedingungen der Fahrradboten des Unternehmens zu protestieren. In Leipzig war die FAU 2020 in einer längeren Auseinandersetzung mit dem Unternehmen Durstexpress. Die FAU Berlin unterstütze 2021 einen viel beachteten, wilden Streik der Beschäftigten beim Lieferdienst Gorillas mit Solidaritätsaktionen, die FAU-Gewerkschaften in Leipzig und Magdeburg waren in verschiedene Konflikte mit Domino’s Pizza verwickelt. 2022 und 2023 gab die FAU Dresden bekannt, aktuell Mitglieder beim Lieferdienst Flink in Konflikten zu unterstützen. Die FAU betont dabei immer wieder, dass vor allem Migranten gezielt für Unternehmen der Branche geworben werden und das dort gezielt Abhängigkeiten, schlechte Kenntnis der Gesetzeslage und Sprachbarrieren für den systematischen Bruch von Arbeitsrechten genutzt würden.

### Weitere Arbeitskämpfe in migrantisch geprägten Branchen
2014 starteten Mitglieder der „Foreigner Section“ der FAU Berlin unter dem Motto „Mall of Shame“ einen Arbeitskampf gegen Unternehmer und Subunternehmer, die das Bauprojekt Mall of Berlin betreuten. Konkret ging es dabei um eine größere Gruppe rumänischer Bauarbeiter, die ihren Lohn für mehrere Monate nicht bekommen haben sollen. Teil der Kampfmaßnahmen waren Dauerkundgebungen und Demonstrationen.
Während der Corona-Krise organisierten sich im Mai 2020 rumänische Wanderarbeiter in der FAU Bonn, die in Bornheim für den Betrieb Spargel Ritter tätig waren. Die Wanderarbeiter traten in den Streik, nachdem ihnen die Auszahlung der vertraglich zugesicherten Löhne verweigert wurde. Sie protestierten außerdem gegen die Wohnverhältnisse und die schlechte Nahrungsmittelversorgung auf dem Spargelhof. Durch den Streik konnte die Auszahlung eines größeren Teils der Löhne durchgesetzt werden. In den regionalen und überregionalen Medien wurde der Fall als ein Beispiel für die Ausbeutung von osteuropäischen Arbeitern in Deutschland rezipiert.
Im Herbst 2023 unterstützte die FAU aus Osteuropa und der Türkei stammende LKW-Fahrer, die auf der südhessischen Raststätte Gräfenhausen gegen ausstehende Löhne protestierten und hierbei teilweise in einen Hungerstreik traten.

### Gastronomie
In der Gastronomie führen Gewerkschaften der FAU immer wieder kleinere Individualkonflikte, bei denen es oft um Arbeitsrechtsverstöße geht. Mit öffentlichen Aktionen versuchen die Gewerkschaften laut eigener Aussage dabei ihren Mitgliedern schnell zum Recht zu verhelfen und auf diese Weise langfristige Gerichtsverfahren abzukürzen. Ein größerer Arbeitskampf fand beispielsweise 2014 in der Kneipe „Trotzdem“ in Dresden statt, dort streikte die Belegschaft insgesamt vier Wochen, begleitet von Kundgebungen und Demonstrationen.

### Kampf um Gewerkschaftsstatus, Anerkennung der Tariffähigkeit und Tarifpolitik

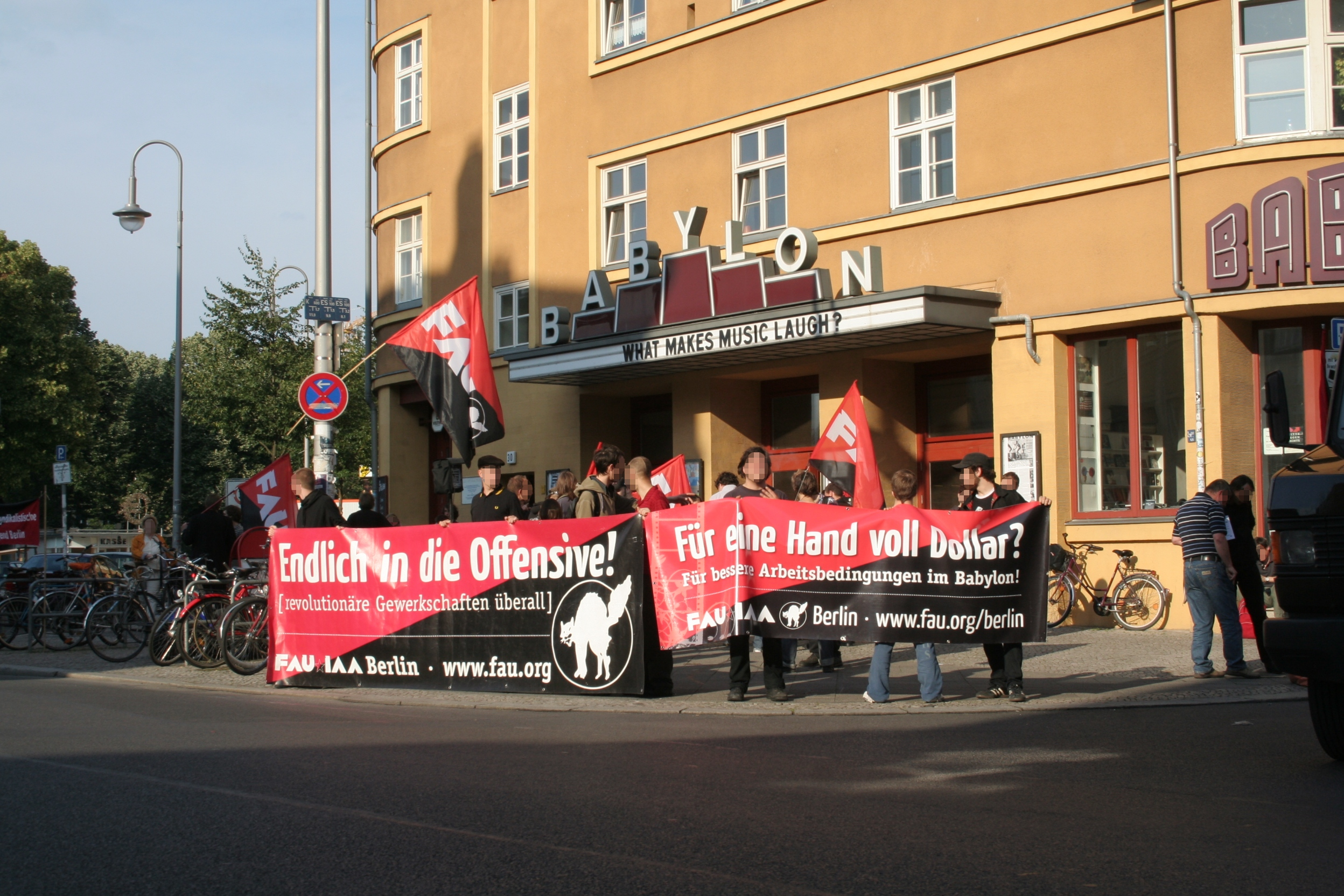
Demonstration der FAU vor dem Kino Babylon Mitte 2009

Nach einem Prozess der Betreiber des Kino Babylon Mitte gegen die FAU Berlin in Zusammenhang mit dem Arbeitskampf der Beschäftigten des Kinos wurde vom 10. Senat des Berliner Landesgerichtes im Urteil vom 6. Januar 2010 eine einstweilige Verfügung vom 11. Dezember 2009 bestätigt, in der es der FAU Berlin wegen fehlender Tarifmächtigkeit bis auf Weiteres verboten wurde, sich Gewerkschaft oder Basisgewerkschaft zu nennen. Die einstweilige Verfügung wurde am 10. Juni 2010 vom Kammergericht Berlin wieder aufgehoben. Mit diesem Konflikt beschäftigt sich der Film Babylon System – Prekäre Organisierung mit Vorführ-Effekt. Ein anderes Verfahren vor dem Landesarbeitsgericht Berlin-Brandenburg beschäftigte sich im selben Arbeitskonflikt mit der Frage der Tariffähigkeit der FAU Berlin in Hinblick auf die Legitimität von Arbeitskampfmaßnahmen. Mit Urteil vom 16. Februar 2010 wurde ihr dabei die Tariffähigkeit in diesem Fall abgesprochen. In einem Aufsatz von 2018 kamen die Juristinnen Eva Kocher und Anne Degner (u. a. mit Verweis auf frühere Publikationen des renommierten Rechtswissenschaftlers Wolfgang Däubler) zu dem Schluss, dass das LAG-Urteil von 2010 so nicht haltbar ist. Auch für zukünftige Konflikte der FAU Berlin wird eine Tariffähigkeit demnach nicht ausgeschlossen. Ungeachtet dessen berichtete die FAU Berlin wiederholt von Tarifabschlüssen, so unter anderem 2018 in einer Schule und einem Einzelhandelsunternehmen. Neben erheblichen Erhöhungen der Lohn- und Urlaubsansprüche will sie dabei auch die betriebliche Demokratie stark ausgeweitet haben.

### Selbstverwaltung und Kollektiv-Betriebe
Im Herbst 2007 produzierte im thüringischen Nordhausen die auch von FAU-Anhängern inspirierte Belegschaft einer Fahrradfabrik das StrikeBike in Selbstverwaltung, nachdem die Firma Biria nach einer Übernahme geschlossen worden war. StrikeBike ging 2010 in die Insolvenz. Die Kollektivbetriebes-Verband „Union Coop Föderation“ besteht nach eigenen Angaben überwiegend aus FAU-Mitgliedern und erarbeitet mit der Gewerkschaftsföderation zusammen Kriterien für gewerkschaftlich orientierte Kollektivbetriebe, ebenso werden gemeinsam Kollektivbetriebe in anderen Ländern unterstützt.

## Ausrichtung
Die FAU setzt in Arbeitskonflikten bevorzugt auf direkte Aktionen, um diese zu gewinnen, darunter versteht sie, mit möglichst direktem Druck, beispielsweise durch öffentliche Aktionen oder Störung von Betriebsabläufen, Auseinandersetzungen im Sinne der Beschäftigten zu gewinnen.
Die Gewerkschaftsföderation lehnt den Parlamentarismus und die Volksvertretung als Tätigkeitsfelder ab. Laut eigenen Darstellungen sollen realpolitische Ziele nicht über das Parlament, sondern direkt durch das Engagement der betroffenen Gewerkschaftsmitglieder erreicht werden. Gegenüber Betriebsratswahlen hat sie ein taktisches Verhältnis. Das Prinzip der Sozialpartnerschaft und freigestellte oder bezahlte Funktionäre werden abgelehnt.
Mit dem Anarchosyndikalismus gehen, je nach Ortsvereinigung, auch Theorien und Praxis der Autonomen sowie des Operaismus einher. Mit ihrer Aktivität will die FAU neben einer konkreten Verbesserung der Lebens- und Arbeitsbedingungen die soziale Revolution vorbereiten, mit der die klassen- und herrschaftslose Gesellschaft mittels Generalstreik erreicht werden soll.
Die FAU wurde durch den Verfassungsschutz Niedersachsen im Verfassungsschutzbericht 2013 im Abschnitt Linksextremismus geführt. Auch in den Bundesverfassungsschutzberichten 2019 bis 2023 wurde sie in diesem Abschnitt erwähnt, nachdem dies in den Jahren zuvor nicht der Fall war. Auf Nachfragen zum Beobachtungsgrund durch das MDR-Magazin „Exactly“ im Jahr 2021 an mehrere Verfassungsschutzbehörden, äußerte sich laut dem Magazin lediglich der Verfassungsschutz Sachsen-Anhalt und begründete: „Im Kern [...] strebt die FAU eine Gesellschaft ohne Herrschaft und Eigentum an.“

## Struktur

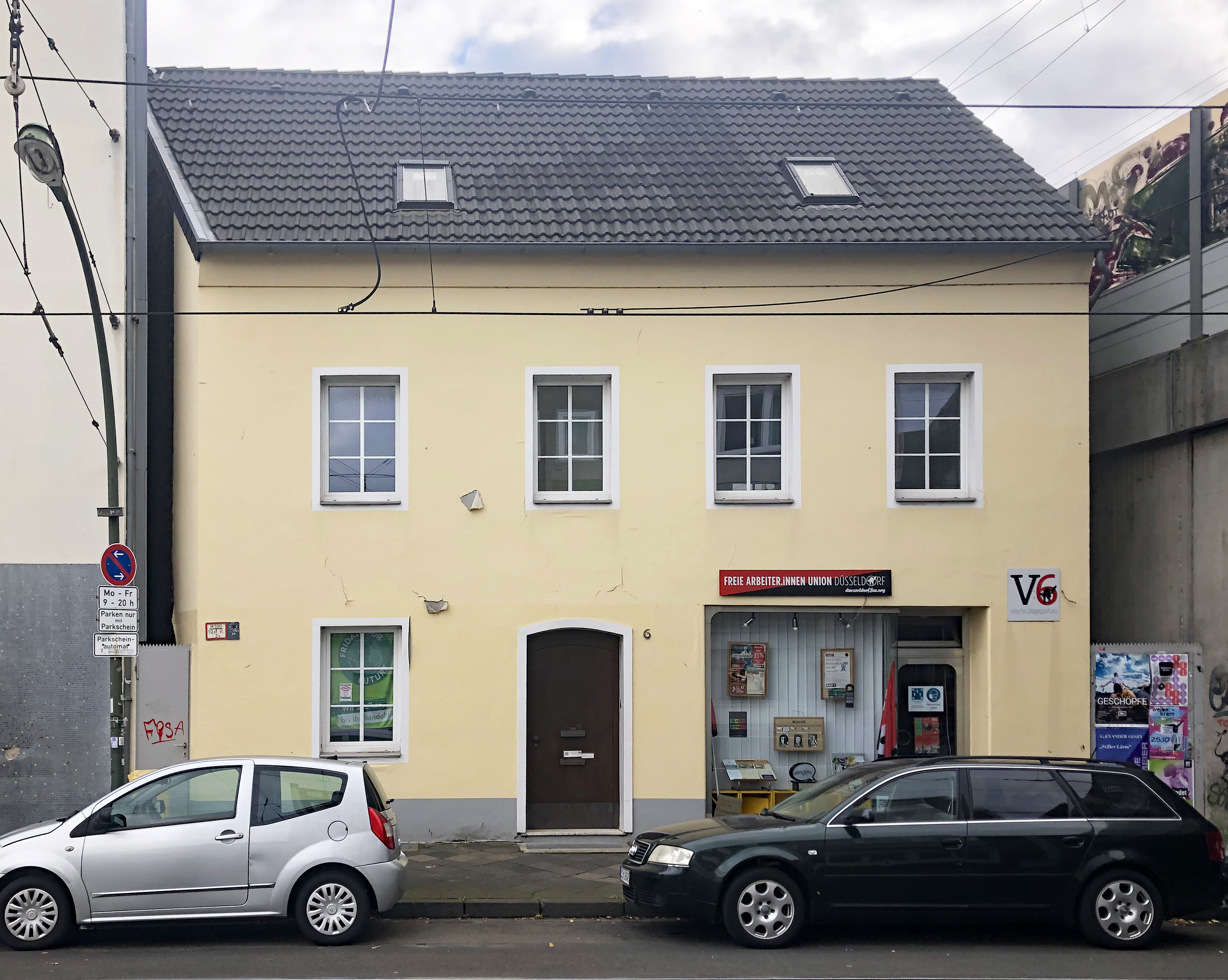
FAU-Lokal „V6“, Volmerswerther Straße 6, Düsseldorf-Unterbilk (2020)

Die Organisation ist entsprechend der Theorie des Anarchosyndikalismus eine basisdemokratische, die föderalistisch aufgebaut ist. Sie organisiert sich bundesweit mittels eines Delegiertensystems. Ein wesentliches Merkmal ist das imperative Mandat, das heißt, die Delegierten der FAU sind der Organisation nicht nur rechenschaftspflichtig, sondern können auch jederzeit abgewählt werden.
Die Grundlage der Gewerkschaftsföderation bilden die sogenannten Syndikate, unabhängige Basisgewerkschaften einer wirtschaftlichen Branche. Sie sind in ihren Entscheidungen autonom von der restlichen Struktur. Die Syndikate der einzelnen Branchen eines Ortes schließen sich vor Ort zu sogenannten Lokalföderationen zusammen. Die Syndikate einer Branche verschiedener Orte wiederum bilden bundesweite Branchenföderationen. Lokale Entscheidungen werden in der Regel durch Vollversammlungen herbeigeführt.
Die Lokalföderationen ihrerseits, also der Zusammenschluss der einzelnen branchenspezifischen Basisgewerkschaften (Syndikate) eines Ortes, bilden die bundesweite FAU. Diese tritt einmal jährlich zu einem Kongress zusammen. Auf diesem werden bundesweite Beschlüsse gefasst sowie die bundesweiten Mandatsträger wie zum Beispiel eine ehrenamtliche Geschäftskommission gewählt – in der Regel für die Dauer von maximal zwei Jahren (Rotationsprinzip).
Die Kassen der Gewerkschaftsföderation, also deren finanzielle Töpfe wie Rechtsmittel- oder Streikfonds, sind so aufgebaut, dass sie sich möglichst weit an der Basis befinden. Das heißt, sie sind genauso wie die organisatorischen Strukturen der FAU von unten nach oben aufgebaut (lokalistisches Prinzip), zuerst nach Syndikaten, dann Lokalföderationen, Regionen und dann Bundes-FAU.
Mitglieder der FAU beteiligen sich am Aufbau von Betriebsgruppen. Diese stehen teils auch Nichtmitgliedern offen und dienen in erster Linie als Plattform für die betriebliche Arbeit.

## Organisation
| Jahr | Mitglieder |
| ---- | ---------- |
| 2019 | 800        |
| 2020 | 1.000      |
| 2021 | 1.200      |
| 2022 | 1.400      |
| 2023 | 1.600      |

Die Mitglieder der FAU sind in rund 37 Lokalföderationen und Syndikaten organisiert, nach externen Schätzungen hat sich deren Mitgliedszahl seit 2019 fast verdoppelt.
Branchenorganisationen der FAU gibt es im Bereich der Medien (Berlin und Bonn), des IT-Sektors (Bonn), Gesundheit und Soziales (Hannover, Berlin, München, Stuttgart) sowie Nahrung und Gastronomie (Dresden). Die Organisation im Bildungsbereich – vor allem im universitären Sektor – als Bildungssyndikate konnte nur teilweise (Berlin) aufrechterhalten werden. Seit 2008 existiert die unabhängige Anarcho-Syndikalistische Jugend als Jugendvernetzung in Deutschland.
In der Schweiz ist die FAU mit eigenständigen Ortssyndikaten in Bern, Luzern, Solothurn und seit 2023 auch St. Gallen vertreten. Seit 2010 wird in der Schweiz die „Schwarzi Chatz“ (schweizerdt., hochdeutsch: Schwarze Katze) herausgegeben, welche auch als Sprachrohr der in der Schweiz organisierten FAU-Syndikate dient. Seit 2022 besteht mit der „Freie Arbeiter*innen Jugend“ (kurz: FAJ) eine eigene Jugendorganisation in der Schweiz.
Die FAU war Mitglied der Internationalen ArbeiterInnen-Assoziation (IAA). Im Dezember 2016 wurde sie gemeinsam mit der CNT und der Unione Sindacale Italiana (USI) aus der IAA ausgeschlossen, nachdem sich diese drei Mitgliedssektionen für eine „Neuformierung des Anarchosyndikalismus auf internationaler Ebene“ ausgesprochen hatten. Im Mai 2018 war sie mit sechs anderen Gewerkschaften Gründungsmitglied der Internationalen Konföderation der Arbeiter*innen (IKA).
Die Gewerkschaftsföderation war bis zur Einstellung 2016 Herausgeber der anarchosyndikalistischen Zeitung Direkte Aktion. Seit Dezember 2016 wird sie in geringerem Umfang online publiziert.

## Publikationen
- FAU. Die ersten 30 Jahre (1977–2007). erschienen bei Syndikat-A, ISBN 978-3-86841-004-4. (Inhalt: Kapitel I - Der Anarchosyndikalismus in der BRD im Vorfeld der Gründung der FAU | Kapitel II - Konsolidierung der FAU in den 1980er Jahren. | Kapitel III - Gewerkschaft oder Propagandaorganisation? Die FAU in den 1990er Jahren. | Kapitel IV - Die Entwicklung seit 2000 und die FAU heute | Kapitel V - Die IAA und ihre deutsche Sektion FAU. | Kapitel VI - 100 Jahre Syndikalismus in Deutschland von 1878 bis 1978 | Anhang, mehr als 300 Fotos und Dokumente).
- A.G Amsterdam, FAU Bremen (Hrsg.): Notes From The Class Struggle. Small group workplace organising in present-day Germany and the Netherlands. Amsterdam/Bremen 2007. (archive.org)
- FAU-Bremen (Hrsg.): Kurze Einführung in die Geschichte des Anarcho-Syndikalismus und der FAU-IAA. Bremen 1998.

## Film
- Strike Bike - Eine Belegschaft wird rebellisch von Robert Pritzkow, Laines Rumpff und Jan Weiser. 45 Minuten, Produktion: Revolutionär Sozialistischer Bund / IV. Internationale, 2008, ISBN 978-3-89900-128-0; (youtube.com)
- Babylon System - Arbeitskampf im Kino Babylon von Freundeskreis Videoclips, 52 Minuten, 2010, (de.labournet.tv)
- Arte.tv, Re:  Kuriere am Limit? von Simone Brannahl, 30 Minuten, Produktion: Arte, NDR, 2017, (youtube.com)
- Radikaler Kampf um Löhne von Leon Grüninger, 14 Minuten, Produktion: Mia Media Leipzig GmbH, 2021, youtube.com

## Podcast und Radio-Features
- Die Fauistas: Das neue Proletariat und die Gewerkschaften von Peter Kessen. 55 Minuten, Produktion SWR2 2017, Download-Link (75,5 MB)